# Dia Mundial de la Poesia
El Dia Mundial de la Poesia és una celebració que es realitza cada 21 de març anualment des de l'any 1999, quan la Conferència General de la UNESCO el va proclamar.
Arreu han sorgit iniciatives de caràcter divers per festejar-lo. Des de l'any 2007 la Institució de les Lletres Catalanes promociona aquesta celebració a les terres de parla catalana amb l'organització de diferents accions amb l'objectiu de difondre el fet poètic, des de lectures de poemes a diferents poblacions fins a l'edició d'un opuscle commemoratiu que conté un poema creat especialment per a l'ocasió, original en llengua catalana i traduït a diverses llengües.
Els autors i autores que han participat en la celebració del Dia Mundial de la Poesia amb la creació d'un poema expressament per a l'ocasió, traduït a diverses llengües, són Josep Piera (País Valencià, 2008), Ponç Pons (Menorca, 2009), Jordi Pàmias (Lleida, 2010), Marta Pessarrodona (Barcelona, 2011), Narcís Comadira (Girona, 2012), Zoraida Burgos (Tortosa, 2013), Montserrat Abelló (Tarragona, 2014), Jaume Pont (Lleida, 2015), Olga Xirinacs (Tarragona, 2016), Antònia Vicens (Santanyí, Mallorca, 2017), Marc Granell (València, 2018) i Rosa Fabregat (Girona, 2019).